# 9×25mm Dillon

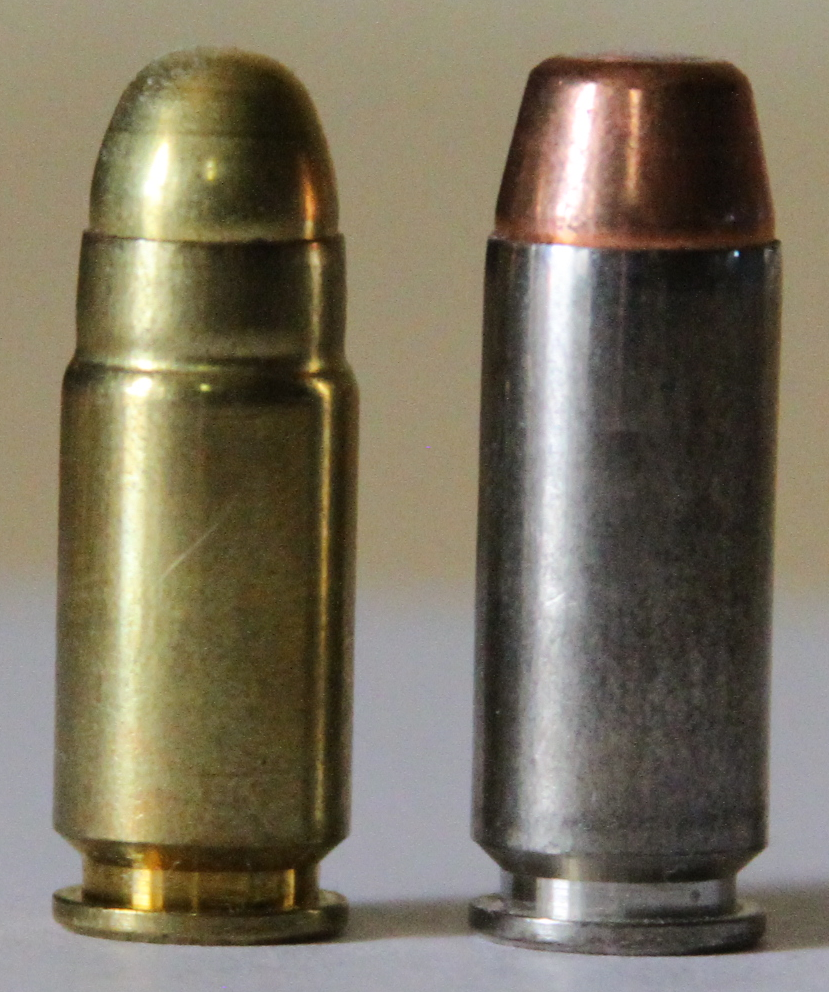
Um 9×25mm Dillon (esquerda)
ao lado de um 10mm Auto

O 9×25mm Dillon é um cartucho de pistola pioneiro desenvolvido para uso em armas de competição USPSA/IPSC Open. O cartucho é feito estreitando um estojo 10mm Auto através de um "ombro" de apenas 30 graus, para o calibre 9 mm.

## Histórico
Por volta de 1987, Randy Shelley, um funcionário da Dillon Precision, reduziu (com um "ombro") um estojo 10mm Auto para o calibre 9 mm. Seu objetivo era ter no estojo, o máximo possível de pólvora de queima lenta, a fim de conduzir uma bala de 9 mm à velocidade necessária para se qualificar para o então fator de potência principal IPSC de 175. O novo cartucho de "pescoço" e "ombro" curtos, armazena o dobro de pólvora que um .38 Super Auto.
O 9×25mm Dillon foi usado por vários atiradores IPSC notáveis, como Rob Leatham e Jack Barnes.
A maior performance implicava em maior recuo e consequente desgaste dos atiradores. Leatham desenvolveu uma carga para tentar mitigar esse problema, mas obteve uma vantagem muito pequena em relação ao .38 Super em termos de aceitação e teve inclusive alguns problemas com a munição 9×25mm em 1993.
Os fatores que puseram fim ao uso do 9×25mm Dillon em competições foram: o desgaste dos componentes, a capacidade do carregador e a mudança no regulamento da USPSA baixando o fator de potência principal de 175 para 165 (160 para competições IPSC). [carece de fontes?]